# Короткопера риба-присосок двоплямиста
Короткопера риба-присосок двоплямиста (Diplecogaster bimaculatus) — вид риб із родини Gobiesocidae. Один з 3 видів роду, єдиний вид роду у фауні України.

## Морфологічні ознаки
Тіло довгасте, помірної висоти, дещо розширене у боки. Хвостове стебло дуже коротке, стиснене з боків. Голова притиснута зверху, широка. Рило за формою на зразок качиного дзьоба. Біля передніх носових отворів по 1 довгому виросту, задні носові отвори у вигляді коротких трубочок. Рот помірної величини. Зуби дрібні, спереду зібрані пучком, з боків більші, в 1 ряд. Найбільша довжина тіла 4–5 см. Забарвлення кармінове або пурпурно-червоне, іноді коричневе або зеленувате, темне на спинній частині і світле на черевній. Між очима 2–3 жовті з темною облямівкою смужки; на потилиці 2 овальних плями, оточені двома світлішими кільцями.

## Поширення
Прибережні атлантичні води навколо Європи (від Балтійського до Середземного моря), а також по периметру Чорного моря. 
В Україні відзначена в прибережжі Чорного моря вздовж берегів Кримського півострова та в північно-західній його частині (о. Зміїний). Чисельність мала. Заходи з охорони не здійснювалися.

## Особливості біології
Живе у частинах моря з солоністю води 16–19‰, не поширюючись в опріснені ділянки. Мешкає дуже близько до берега, майже до урізу води. Тримається в смузі прибою на твердих, зазвичай кам'янистих ґрунтах на глибині до 30 м, іноді виходить на глибину до 100 м. Міграції незначні: у травні–червні найближче до берега, восени далі; у середині жовтня — до Філофорного поля Зернова. Плідники завдовжки 2,5–3,4 см. Плодючість менша за 200 ікринок. Розмноження відбувається поблизу берега в місцях з малою глибиною, кам'янистими розсипами, на черепашниковому і піщаному ґрунті, у квітні–серпні. Нерестовим субстратом служать гладкі камені і поверхня черепашок, обернені до ґрунту. На них самиці порціями відкладають ікру, яку запліднює і охороняє самець. На одну черепашку розміром 6–7 см припадає до 194 ікринок (не від однієї самиці). У кінці вересня мальки досягають довжини 9,5 мм, переходять від пелагічного до придонного способу життя і стають подібними до дорослих особин.